# Phytoseius wainsteini
Phytoseius wainsteini är en spindeldjursart som beskrevs av Gupta 1981. Phytoseius wainsteini ingår i släktet Phytoseius och familjen Phytoseiidae. Inga underarter finns listade i Catalogue of Life.